# Friedrich Karl von Moser
Friedrich Karl von Moser-Filseck (né le 18 décembre 1723 à Stuttgart, mort le 11 novembre 1798 à Ludwigsbourg) est un homme politique, homme de lettres et théoricien politique allemand.

## Biographie
Friedrich Karl von Moser vient d'une vieille famille du Wurtemberg, commençant avec Balthasar Moser né Marstaller en 1400 et qui deviendra plus tard Moser von Filseck (de). Il est élevé au titre de baron par Joseph II du Saint-Empire le 10 décembre 1769.
Fils aîné de Johann Jacob Moser, il reçoit une éducation piétiste à Magdebourg et à Ebersdorf. Après des études de droit à Iéna, il entre en 1743 comme assistant de son père dans une carrière juridique et diplomatique.
Il vit entre 1751 et 1767 à Francfort et représente les landgraviat de Hesse-Darmstadt et de Hesse-Cassel. En 1762, il règle le conflit d'héritage au sein du comté de Hanau (de). Entre 1767 et 1770, il est présent au Conseil aulique de Vienne puis devient durant deux ans administrateur du comté de Falkenstein (de). En 1772, Louis IX de Hesse-Darmstadt fait de lui son premier ministre, avec pour charge de régler l'endettement de l'état. Moser y parvient en 1779, fonde la première faculté économique allemand à Giessen en 1777 et cherche à réformer l'agriculture et le commerce. Son style autocratique de gouvernement et les actions grossières des commissaires pour les terres lui font beaucoup d'ennemis. En 1780, il démissionne et est expulsé deux ans après à la suite d'un différend sur fonds d'accusation de détournements et d'autoritarisme, qui finira avec la mort du landgrave en 1790 et sera réhabilité. Entre 1783 et 1790, Moser vit à Mannheim, puis à Ludwigsbourg.
En 1749, il épouse Ernestine von Rottenhoff, née von Herdt puis en 1779 Louise von Wurmser.
Entre 1747 et 1767 puis de 1782 à 1798, Friedrich Karl von Moser développe une grande activité journalistique. Il commence par des livres sur le droit. À Francfort, il fait partie du cercle piétiste de Susanne von Klettenberg et rédige des livres religieux.
Ses écrits sont le plus souvent critiques, profitant de sa suprématie, toutefois en publiant anonymement et sous son nom. Il écrit notamment sur les hommes d'État anciens et modernes et des institutions politiques, comme Jacques Necker, dans un style sollicitant plus l'émotion que la raison du lecteur. En tant que "patriote chrétien", il dénonce le despotisme, la corruption et le militarisme des cours princières, l'abrutissement du peuple par la religion et demande de grandes exigences de conscience et de sens du devoir aux hauts fonctionnaires. Devant la Révolution française, il demeure fidèle aux idées qu'il a exprimées.
Au cours de la première moitié du XIXe siècle, Moser est considéré comme un combattant pour la liberté de pensée, du patriotisme et un précurseur de Heinrich Friedrich Karl vom Stein. Il est ensuite critiqué pour sa mésestimation du rôle de la Prusse d'un côté et de la démocratie de l'autre.

## Œuvre
- Teutsche Hofrecht, 1754
- Der Christ in der Freundschaft, 1754
- Der Herr und der Diener, geschildert mit patriotischer Freiheit, 1759
- Der Hof in Fabeln, 1761
- Die Ministerschule, 1762
- Daniel in der Löwen-Grube, 1763
- Geistliche Gedichte, 1763
- Gesammelte moralische und politische Schriften, 1763
- Von dem deutschen Nationalgeist, 1765
- Patriotische Briefe, 1767
- Necker, 1782
- Über Regenten, Regierung und Ministers, 1784
- Über den Diensthandel deutscher Fürsten, 1786
- Über die Regierung der geistlichen Staaten in Deutschland, 1787
- Politische Wahrheiten, 1796
- Actenmäßige Geschichte der Waldenser, 1798

Édition en français
- L'Ambassadrice et ses droits, 1754 (Berlin)
- Le Prince et les courtisans modernes, 1769 (Londres)
- Le Maître et le serviteur, ou les Devoirs réciproques d'un souverain et de son ministère, 1761 (Hambourg)
- Daniel, 1787 (Paris)

## Sources, notes et références
- (de) Cet article est partiellement ou en totalité issu de l’article de Wikipédia en allemand intitulé « Friedrich Karl von Moser » (voir la liste des auteurs).
- (de) Günter Christ, « Moser von Filseck, Friedrich Carl Frhr. v. », dans Neue Deutsche Biographie (NDB), vol. 18, Berlin, Duncker & Humblot, 1997, p. 178–181 (original numérisé).
- (de) Heidenheimer., « Moser, Friedrich Karl von », dans Allgemeine Deutsche Biographie (ADB), vol. 22, Leipzig, Duncker & Humblot, 1885, p. 764-783

- Notices dans des dictionnaires ou encyclopédies généralistes :   - Brockhaus
  - Deutsche Biographie
  - Enciclopedia italiana
  - Frankfurter Personenlexikon
  - Treccani
- Notices d'autorité :   - VIAF
  - ISNI
  - BnF (données)
  - IdRef
  - LCCN
  - GND
  - Belgique
  - Pays-Bas
  - Pologne
  - Israël
  - NUKAT
  - Suède
  - Vatican
  - Tchéquie
  - Portugal
  - Grèce
  - WorldCat